# Say Something Nasty
Albums de Nashville Pussy
High As Hell Get Some
Say Something Nasty est le troisième album studio du groupe Nashville Pussy. Sortit le 28 mai 2002, cet opus est celui du succès pour le groupe, autant commerciale que de notoriété. Avec pas moins de 18 chansons dont quatre reprises (dont 3 destiné pour l'import Europe et Japon) "Rock ‘n’ Roll Hoochie Coo" de Rick Derringer, Age Of Pamparius de Turbonegro (déjà disponible sur le précédent album), The Kids Are Back de Twisted Sister, et Flirtin' With Disaster du groupe Molly Hatchet.

## Liste des chansons
1. Words of Wisdom
2. Say Something Nasty
3. Gonna Hitchhike Down to Cincinnati and Kick the S**t Outta your Drunk Daddy
4. You Give Drugs a Bad Name
5. The B***h Just Kicked me Out
6. Keep on F**kin'
7. Jack Shack
8. Keep Them Things Away from me
9. Here's to your Destruction
10. Let's Get the Hell Outta Here
11. Slow Movin' Train
12. Beat me Senseless L
13. Can't Get Rid of It
14. Rock n Roll Hoochie Coo
15. Outro

Chansons Bonus
1. The Kids are Back (Twisted Sister)
2. Flirtin' With Disaster (Molly Hatchet)
3. Age of Pamparius (Turbonegro)

## Membres du groupe
- Blaine Cartwright - Guitare / chant
- Ruyter Syus - guitare
- Kat Campbell - basse
- Jeremy Thompson - batterie